# Yann (fumettista)
Yann le Pennetier (all'anagrafe Yann Lepennetier), detto Yan o Balac, (Marsiglia, 25 maggio 1954) è un fumettista francese.

## Premi
- Alph-art per il miglior fumetto francese al Festival d'Angoulême del 1993 con l'albo Jack della serie Basil et Victoria

## Opere pubblicate in Italia

### Fumetti
Ciclo: Il Gufo Reale Le grand duc
- Vol. 1 – Le Streghe della notte Les Sorcières de la nuit (ottobre 2008)
- Vol. 2 - Compagna Lilya Camarade Lilya (ottobre 2009)
- Vol. 3 - Wulf & Lilya Wulf & Lilya (novembre 2010)

nel Volume: Historica - Il gufo reale -  Battaglie nei Cieli, (Mondadori 2013)
Ciclo: Il pilota dell'edelweiss Le Pilote à l'Edelweiss
- Vol. 1 – Valentine (gennaio 2012)
- Vol. 2 – Sidonie (novembre 2012)
- Vol. 3 – Walburga (novembre 2013)

nel Volume: Historica - La grande guerra -  Il pilota dell'edelweiss, (Mondadori 2015)
CIclo: Angel wings
- Vol.1- Burma Banshees
- Vol.2- Black Widow
- Vol.3- Obiettivo Broadway

nel volume: Historica - Seconda guerra mondiale - La squadriglia burma banshees, (Mondadori 2017)
- Pin-up
- Il grande torneo di Ashby Le Grand Tournoi d'Ashby, disegni di Elias Sanchez, (Editoriale Cosmo 2015, ISBN 9788869111082